# Bandera de Madagascar
La bandera nacional de Madagascar fue adoptada el 14 de octubre de 1958, dos años antes de la independencia, mientras Madagascar preparaba un referéndum sobre su estatus en la Comunidad Francesa.
Los colores de la bandera representan la historia de Madagascar, su anhelo de independencia y sus clases tradicionales. El rojo y el blanco eran los colores del Reino de Merina, que sucumbió ante Francia en 1896. Eran usados en la bandera de la última monarca de Merina, la reina Ranavalona III. Pueden indicar los orígenes étnicos del pueblo malgache en el Sudeste Asiático, y también aparecen en la bandera de Indonesia. El verde era el color de los Hova, la clase predominante de campesinos plebeyos, que desempeñó un importante papel en la agitación contra Francia y en el movimiento de la independencia.

## Origen de los colores
- Rojo: color de la arcilla que hace referencia a los muros de las casas de Merina, como el color de los reyes antiguos o símbolo de la sangre de los inmolados para reencontrar los muertos, muy típico del animismo presente en Madagascar.
- Blanco: como el arroz que se cultiva y se recoge, pero también del tejido lamba que visten las mujeres malgaches.
- Verde: compañero de los viajes con el árbol cocotero ravenala, que es el árbol de los viajes, el emblema de Madagascar, símbolo de la unión entre el hombre y la naturaleza.

## Banderas actuales

### Étnico

Bandera del pueblo merina (desde 1997).

### Militar

Bandera del Jefe de Estado Mayor del Ejército con el rango de General de Brigada
Bandera del Jefe de Estado Mayor del Ejército en el rango de General de División
Banderín del Jefe de Estado Mayor de la Fuerza Aérea Naval en el rango de Comodoro
Banderín del Jefe de Estado Mayor de la Fuerza Aérea Naval en el rango de Contraalmirante
Banderín del Jefe de Estado Mayor de la Fuerza Aérea Naval en el rango de Vicealmirante
Banderín del Comandante del Grupo Naval
Banderín del Comandante de la Base Naval
Gallardete del mástil

## Banderas históricas

Bandera del Reino de Antankarana
Bandera del Reino de Antongil
Bandera del Reino de Boina
Bandera del Reino de Menabe
Bandera del Reino de Tamatave (1750-1819)
Bandera del Reino de Tanibe (1819-1822)
Bandera del Reino de Tanibe (1822-1826)
Bandera del Reino de Tanibe (1826-1828)
Bandera del Reino de Tanibe (1822-1828)
Bandera del Reino de Imerina (1810-1885)
Bandera del Protectorado francés de Madagascar de 1885 a 1896
Bandera del Madagascar francés de 1896 a 1958

## Estandartes presidenciales

### República malgache (1958-1975)

Estandarte presidencial de Madagascar (1959)
Estandarte presidencial de Madagascar (1959-1972)
Estandarte presidencial de Madagascar (1959-1972)
Estandarte presidencial de Madagascar (1972-1975)
Reverso del estandarte presidencial de Madagascar (1972-1975)

### República Democrática de Madagascar

Estandarte presidencial de Madagascar (1976-1993)
Reverso del estandarte presidencial de Madagascar (1976-1993)

### Tercera República de Madagascar

Estandarte presidencial de Madagascar (1993-1996)
Reverso del estandarte presidencial de Madagascar (1993-1996)
Estandarte presidencial de Madagascar (1998-2002)
Reverso del estandarte presidencial de Madagascar (1998-2002)